# Scapheremaeus humeratus
Scapheremaeus humeratus är en kvalsterart som beskrevs av Balogh och Sandór Mahunka 1967. Scapheremaeus humeratus ingår i släktet Scapheremaeus och familjen Cymbaeremaeidae. Inga underarter finns listade i Catalogue of Life.